# Saint James (Barbados)
Saint James è una parrocchia di Barbados.
Il territorio ha una superficie di 31 km² ed una popolazione di 28 498 abitanti (censimento 2010).
Il principale centro abitato è Holetown (1 087 abitanti nel 2001).